# Michel d’Abbadie
Michel Arnaud d’Abbadie (* 8. Juli 1772 in Arrast; † 5. Juli 1832 in Paris) war ein französischer Reeder und der Vater der Forschungsreisenden Antoine Thomson und Arnaud-Michel d’Abbadie.

## Leben
Michel d’Abbadie entstammte einer alten Familie von Laienäbten in Arrast, einer damals im Kanton Mauléon gelegenen Gemeinde. Um den Folgen der Französischen Revolution zu entgehen, wanderte er 1791 zuerst nach Spanien, dann nach Irland aus. Dort war er als Reeder tätig und importierte spanische Weine nach Irland. Am 18. Juli 1807 heiratete er in Thurles in der County Tipperary die aus Dublin stammende Arzttochter Eliza Thomson of Park (1779–1865). Mit seiner Gattin hatte er drei Töchter, Elisa (1808–1875), Celina (1811–1894) und Julia (1820–1900), sowie drei Söhne, die Forschungsreisenden Antoine Thomson (1810–1897) und Arnaud-Michel (1815–1893) sowie Jean-Charles (1821–1901), der ein französischer Politiker wurde.
Um 1820 kehrte Michel d’Abbadie mit seiner Familie nach Frankreich zurück. König Ludwig XVIII. gewährte ihm 1821, den Zusatz d’Arrast in seinem Familiennamen zu führen, so dass er sich seither Michel d’Abbadie d’Arrast nannte. Er interessierte sich intensiv für die baskische Sprache und ermutigte in Toulouse, wo er sich zuerst niederließ, einen Professor für griechische Literatur, Lécluse, sich mit Baskisch zu beschäftigen. So half er Lécluse beim Studium dieser Sprache und finanzierte auch einen Teil der Kosten der vom Professor publizierten Werke. 1828 siedelte Abbadie nach Paris über. Er wies die Académie française auf die Vorzüge der baskischen Grammatik des Abbé Darrigot hin. 1832 starb er in Paris im Alter von knapp 60 Jahren an der Cholera.